# Photoscotosia sericata
Photoscotosia sericata är en fjärilsart som beskrevs av Xue 1988. Photoscotosia sericata ingår i släktet Photoscotosia och familjen mätare. Inga underarter finns listade i Catalogue of Life.